# Julian Ochorowicz
Julian Leopold Ochorowicz ps. „Julian Mohort” (ur. 23 lutego 1850 w Radzyminie, zm. 1 maja 1917 w Warszawie) – polski psycholog, filozof, wynalazca, poeta, publicysta i fotografik.
Teoretyk pozytywizmu. Badacz psychologii eksperymentalnej w zakresie zjawisk mediumicznych. Stworzył podstawy teorii ideoplastii. Uchodzi za pioniera psychologii eksperymentalnej i hipnologii, twórca laboratorium psychologicznego w Wiśle. Obecnie w budynku, w którym prowadził badania, tzw. „Willi Ochorowiczówce”, mieści się „Muzeum Magicznego Realizmu” poświęcone działalności Ochorowicza.

## Życiorys

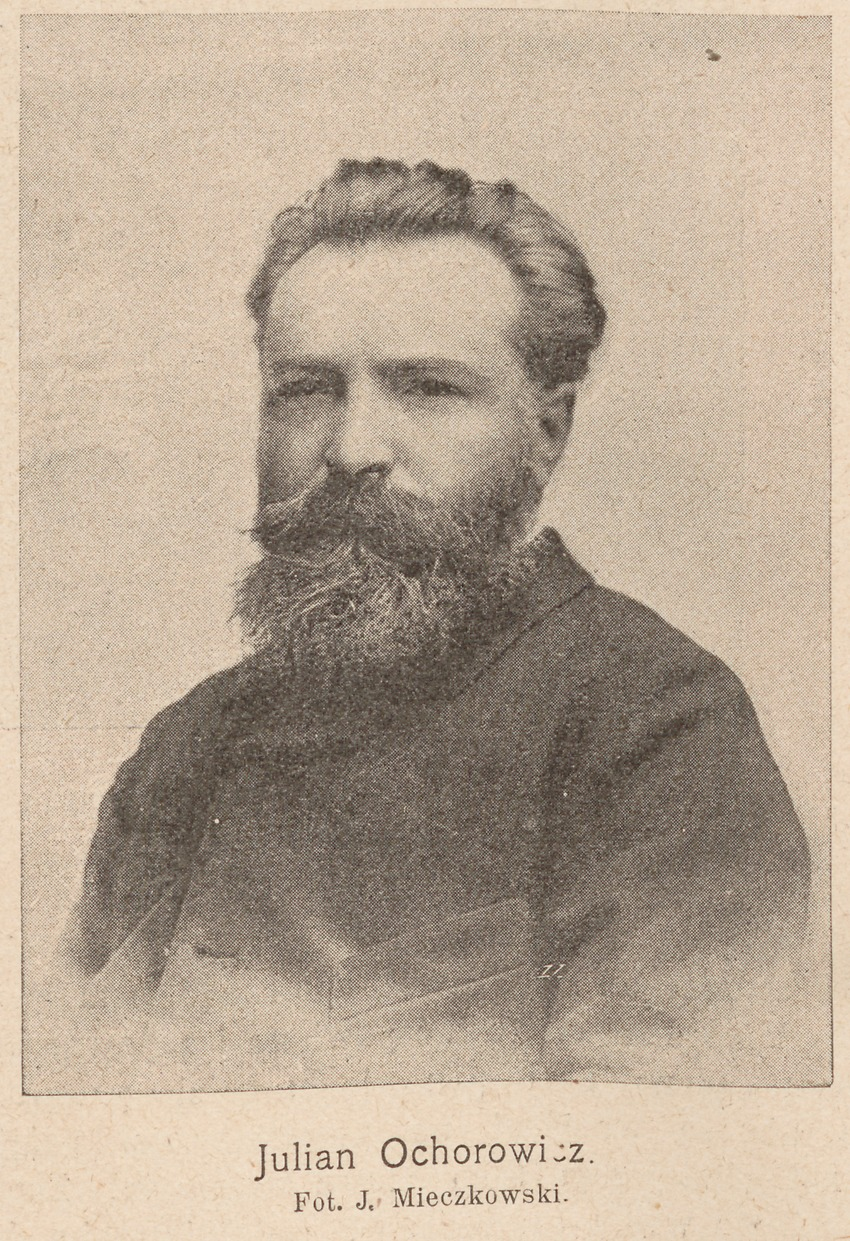

Był synem Juliana Ochorowicza, inspektora w Instytucie Nauczycieli Elementarnych w Radzyminie i Jadwigi Teresy z Sumińskich (ok. 1830-1878), która po owdowieniu w 1855 została także pedagogiem, publicystyką i tłumaczką.
W 1865 ukończył radzymińskie gimnazjum i rozpoczął studia w Szkole Głównej, następnie na Cesarskim Uniwersytecie Warszawskim, które ukończył w 1871 roku z tytułem zawodowym magistra filozofii. W roku 1874, po przedstawieniu publicznie pracy dysertacyjnej pod tytułem: O warunkach świadomości, otrzymał stopień doktora nauk filozoficznych na Uniwersytecie w Lipsku, współpracując tam jako asystent w zespole naukowym prof. Wilhelma Wundta. Po powrocie z Lipska do Warszawy, w latach 1874–1875 Julian Ochorowicz był redaktorem naczelnym pisma „Niwa”, a od kwietnia 1872 zaczyna wydawać drugie pismo „Opiekun Domowy”. Profesor W. Wundt w oparciu o dysertację Ochorowicza pt. O warunkach świadomości, w roku 1876 zaprosił pracowników naukowych, w tym dr. Ochorowicza celem stworzenia programu eksperymentalnych badań psychologicznych przy pomocy zespołu adiunktów i założenia laboratorium psychologicznego do roku 1879, na potrzeby nauki. Przedmiotem badań psychologicznych miały być według prof. W. Wundta procesy świadomości. W wykładach Wundta w jego laboratorium uczestniczyli studenci i ludzie nauki oraz goście z całego świata. Wielu z jego asystentów i pracowników tymczasowych, jak Julian Ochorowicz, jest wśród założycieli generacji psychologii jako dyscypliny naukowej.
W latach 1881–1882 był doktorem docentem na wydziale psychologii i filozofii przyrody w Uniwersytecie Lwowskim, wówczas rektorem był prof. Leonard Piętak. W trakcie kadencji rektora Uniwersytetu Lwowskiego Leonard Piętak za sugestią myślową Ochorowicza, wnioskował o wprowadzenie dodatkowego języka polskiego w państwowych prokuraturach i urzędach poczto-telegraficznych w Galicji. W roku 1882 przedstawiając na wydziale psychologii i filozofii przyrody w Uniwersytecie Lwowskim rozprawę habilitacyjną, zatytułowaną Rozwój filozoficznych i chemicznych pojęć o atomach, otrzymał stopień doktora habilitowanego. W kwietniu 1882 roku we Lwowie, Ochorowicz przybrał pseudonim literacki „Mohort”, którym podpisywał autorskie publikacje w czasie zaboru rosyjskiego. Wysłany do Paryża, na staż naukowy przebywał tam kilka lat. Później powrócił do Warszawy.
Jego żoną od 1888 była Maria Helena Leszczyńska, z którą wziął rozwód ok. 1899. Po rozwodzie z żoną przeniósł się do Wisły na Śląsku Cieszyńskim, do cichej i mało wtedy znanej miejscowości. Tutaj urządził sobie dom, znany później jako willa Ochorowiczówka, a w nim pracownię, w której zajmował się fototechniką, konstrukcją elektrycznych przyrządów pomiarowych, chemią fotograficzną i pisarstwem. Działał też w organizacjach społecznych, głównie w Macierzy Szkolnej. Od 1900 był prezesem Kasy Literackiej.
Zmarł nagle na atak dusznicy bolesnej 1 maja 1917 roku w Warszawie, w mieszkaniu swojej ostatniej medium, Jadwigi Domańskiej. Pochowany został na Cmentarzu Powązkowskim (kwatera 66-3-10/11).

## Nauka

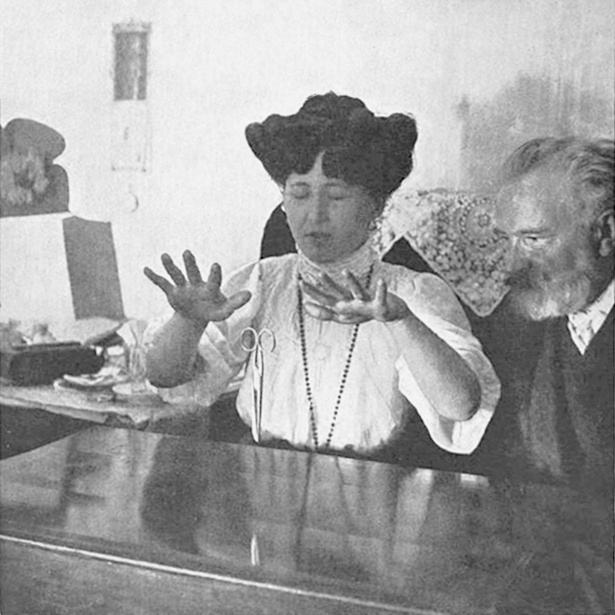
Julian Ochorowicz obserwujący Stanisławę Tomczyk w transie. Wisła, Polska (1909)

Ochorowicz twierdził, że pozytywistą można nazwać każdego, czyje oświadczenia poparte są dającymi się sprawdzić faktami – człowieka, który nie dyskutuje nad sprawami wątpliwymi bez należytych kwalifikacji i który nigdy nie mówi o rzeczach niedostępnych. Ochorowicz prowadził badania z zakresu psychologii eksperymentalnej i opisywał je w publikacjach zwartych. Badał empirycznie zagadnienia z dziedzin: hipnotyzmu, telepatii, także mediumizmu – wiele wyrażonych przez niego poglądów, chociaż nie zostały one systematycznie wyłożone w formie dopracowanej teorii, pozwala zaliczać Ochorowicza do prekursorów koncepcji psychologii nieświadomości wyprzedzających idee Freuda.
W miejscowości Wisła z własnych środków wybudował pensjonat zwany „Ochorowiczówką”. Założył w nim niepubliczne laboratorium psychologiczne, gdzie prowadził samodzielną praktykę psychologiczną. Wspierał psychologicznie wielu ludzi nauki i kultury będących znamienitymi gośćmi pensjonatów wypoczynkowych w Wiśle, m.in.: Bolesława Prusa, Władysława Reymonta, Marię Konopnicką i innych.
Dr hab. Julian Ochorowicz jako przedstawiciel psychologii eksperymentalnej wywarł istotny wpływ na kształtowanie się, poglądów przedstawicieli „starszej” polskiej szkoły filozofii medycyny. Już w 1868 r. w swojej rozprawie pt. Jak należy badać duszę Ochorowicz postulował wyłączenie psychologii z filozofii i ujęcie jej jako nauki przyrodniczej.
Na początku 1906 otrzymał jedną z nagród przyznaną przez „Przegląd Filozoficzny” w konkursie w zakresie filozofii ścisłej.

## Wynalazczość
„Po telefonie i telegrafie musimy wynaleźć telefoton albo telefotoskop, to jest przyrząd telegraficzny do widzenia z odległości” – Julian Ochorowicz, czasopismo „Kosmos” 1878.
W 1877 r. opracował teoretyczne zagadnienie telewizji monochromatycznej (ekran zbudowany z żarówek, które wyświetlają nadawany obraz zamieniony na zbiór punktów). Opublikował na ten temat artykuł w czasopiśmie „Kosmos”. Wynalazca nie potrafił jednak rozwiązać problemów technicznych i zbudować takiego urządzenia - zachowuje zasługi teoretycznego wkładu na tym polu. W 1885 kilkakrotnie prezentował ulepszone wersje telefonu; za pomocą jego urządzeń połączono budynek Ministerstwa Poczty i Telegrafów w Paryżu z gmachem Opery Paryskiej (dystans: 4 km), Antwerpię z Brukselą (dystans: 45 km) oraz Petersburg z Bołogoje (dystans: 320 km). Podejmował szereg interesujących badań, głównie technicznych (wynalazki mikrofonów, aparatów do przenoszenia na odległość dźwięku i światła itp.), stąd uważany jest za prekursora radia i telewizji.

## Publikacja
Publikował swe prace o psychologii wychowania w dziale pedagogiki w Encyklopedii Wychowawczej, tym samym wniósł wkład naukowy w polską pedagogikę. Publikował też w „Przeglądzie Tygodniowym” pod pseudonimem „Julian Mohort”, ze względu na cenzurę.

## Mieszkaniec Wisły

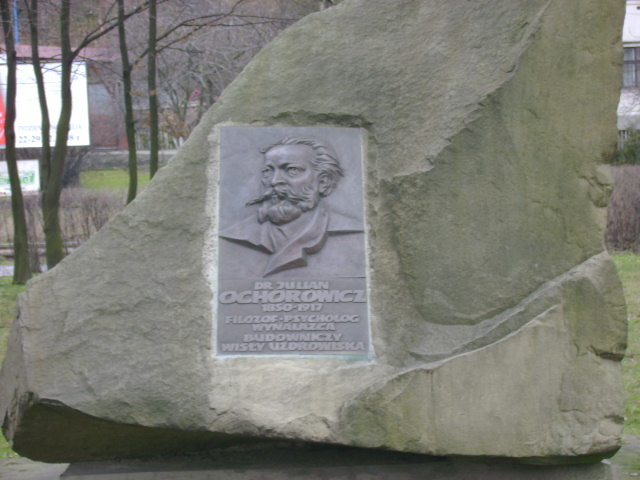
Pomnik Ochorowicza w Wiśle

Julian Ochorowicz po raz pierwszy odwiedził Wisłę w roku 1899 jako małą miejscowość, poszukując weny twórczej, pisał wówczas o „Wiedzy tajemnej w Egipcie”. Następnie wspólnie z Bogdanem Hoffem architektem i etnografem zbudował kilka willi-pensjonatów: „Maja”, „Sokół”, „Placówka”, a „Ochorowiczówka”, pierwszy murowany budynek w Wiśle, istnieje do dziś przy ul. Ochorowicza (na Dzielnicach). Julian Ochorowicz fotografował Wisłę i jej okolice, ponadto propagował jej walory wypoczynkowe wśród społeczeństwa. Zapraszał znamienitych gości m.in. Bolesława Prusa (to na jego cześć jedną z czterech willi nazwał „Placówką”; sam z kolei pojawił się jako postać w „Lalce” Bolesława Prusa – Julian Ochocki). Odwiedzał Ochorowicza Władysław Reymont (pod jego wpływem psychologicznym w Wiśle napisał Reymont pierwszy tom „Chłopów”). Krótko, bo na jeden dzień w roku 1908, odwiedziła Juliana Ochorowicza pisarka Maria Konopnicka.
W 1905, razem z ks. bp. Bursche, Bogumiłem Hoffem i innymi był współzałożycielem Towarzystwa Miłośników Wisły. Przyczynił się do rozwoju miasta jako miejscowości turystyczno-wypoczynkowej - w 1910 r. był współzałożycielem pierwszej polskiej organizacji turystycznej na Śląsku Cieszyńskim – Polskiego Towarzystwa Turystycznego „Beskid” z siedzibą w Cieszynie.
Mieszkając i pracując społecznie w Wiśle, nie przerywał swojej pracy naukowej – w specjalnie wybudowanym laboratorium psychologicznym przeprowadzał szereg doświadczeń z zakresu psychologii eksperymentalnej i hipnologii.

## Wybrane publikacje
Szereg publikacji książkowych Juliana Ochorowicza zachował się po okresach zaborczym i wojennym w prywatnych zbiorach książkowych emigrantów z II Rzeczypospolitej, niektóre są także w muzeum w Wiśle.
- Jak należy badać duszę? Czyli o metodzie badań psychologicznych (1869)[15]
- Miłość, zbrodnia, wiara i moralność. Kilka studiów z psychologii kryminalnej[16] (1870)
- Wstęp i pogląd ogólny na filozofię pozytywną (1872)[17]
- Z dziennika psychologa (1876)[18]
- O twórczości poetyckiej ze stanowiska psychologii (1877)[19]
- O sugestii myślowej[20] (jedna z pierwszych i najszerzej cytowanych książek polskiego autora z zakresu parapsychologii) (1887)
- Wiedza tajemna w Egipcie (opowiadanie historyczno-przyrodnicze); Istota bytu (legenda historyczno-filozoficzna)[21] (1898)
- Układ genetyczny pierwiastków (1911)
- Zjawiska mediumiczne (1913)[22][23][24][25][26]
- Psychologia, pedagogika, etyka. Przyczynki do usiłowań naszego odrodzenia narodowego[27] (1917)